# Roy Nelson
Pour les articles homonymes, voir Nelson.
Roy Nelson, né le 20 juin 1976 à Las Vegas dans le Nevada, est un pratiquant américain d'arts martiaux mixtes (MMA). En 2009, il remporte la saison 10 de la série The Ultimate Fighter et évolue depuis dans la division des poids lourds de l'Ultimate Fighting Championship. Il est aussi le seul champion de la défunte organisation International Fight League.

## Biographie
Depuis ses débuts dans les arts martiaux, Roy Nelson est élève de Renzo Gracie, qui lui a décerné sa ceinture noire de jiu-jitsu brésilien en 2009.
Il s'est également entraîné avec Ken Shamrock, et a participé aux compétitions de grappling de l'Abu Dhabi Combat Club (ADCC).
Il a commencé sa carrière en MMA en 2004, et a été champion poids lourds de l'International Fight League en décembre 2007 (titre défendu à deux reprises, jusqu'à la disparition de l'IFL en 2008).
Malgré son physique (il mesure 1,83 m pour 119 kg, mais est atteint d'obésité) et sa faible allonge, il demeure un combattant très offensif en combat debout, et un redoutable technicien, très agile dans les phases de combat au sol. Il est également réputé pour la puissance de son punch ainsi que sa capacité à encaisser les coups.

## Parcours en arts martiaux mixtes

### The Ultimate Fighter
Pendant l'été 2008, il participe à la 10e saison de la série The Ultimate Fighter, dédiée aux poids lourds.
Il bat notamment Kimbo Slice par TKO et remporte la saison en mettant KO Brendan Schaub en finale du programme.

### Ultimate Fighting Championship
Roy Nelson affronte ensuite le vétéran Antônio Rodrigo Nogueira en tête d'affiche de l'UFC Fight Night 39 à Abou Dabi.
Nelson envoie Nogueira au tapis à deux reprises avec des combinaisons de coups de poing mais le Brésilien se relève. Il réussit finalement à mettre KO son adversaire dans la première reprise avec un coup de poing descendant du droit.
Cette victoire lui rapporte un bonus de la performance de la soirée.

## Palmarès en arts martiaux mixtes
| 36 combats     | 22 victoires | 14 défaites |
| Par KO         | 14           | 2           |
| Par soumission | 4            | 0           |
| Sur décision   | 4            | 12          |

| Résultat | Record | Adversaire               | Méthode                             | Événement                                 | Date              | Round | Temps | Lieu                                    | Notes                                                              |
| -------- | ------ | ------------------------ | ----------------------------------- | ----------------------------------------- | ----------------- | ----- | ----- | --------------------------------------- | ------------------------------------------------------------------ |
| Défaite  | 22-14  | Alexander Volkov         | Décision unanime                    | UFC on Fox: Johnson vs. Reis              | 15 avril 2017     | 3     | 5:00  | Kansas City, Missouri, États-Unis       |                                                                    |
| Victoire | 22-13  | Antônio Silva            | KO (coups de poing)                 | UFC Fight Night: Cyborg vs. Lansberg      | 24 septembre 2016 | 2     | 4:10  | Brasilia, Brésil                        |                                                                    |
| Défaite  | 21-13  | Derrick Lewis            | Décision partagée                   | UFC Fight Night: dos Anjos vs. Alvarez    | 7 juillet 2016    | 3     | 5:00  | Las Vegas, Nevada, États-Unis           |                                                                    |
| Victoire | 21-12  | Jared Rosholt            | Décision unanime                    | UFC Fight Night: Hendricks vs. Thompson   | 6 février 2016    | 3     | 5:00  | Las Vegas, Nevada, États-Unis           |                                                                    |
| Défaite  | 20-12  | Josh Barnett             | Décision unanime                    | UFC Fight Night: Barnett vs. Nelson       | 27 septembre 2015 | 5     | 5:00  | Saitama, Japon                          |                                                                    |
| Défaite  | 20-11  | Alistair Overeem         | Décision unanime                    | UFC 185: Pettis vs. dos Anjos             | 14 mars 2015      | 3     | 5:00  | Dallas, Texas, États-Unis               |                                                                    |
| Défaite  | 20-10  | Mark Hunt                | KO (coup de poing)                  | UFC Fight Night: Hunt vs. Nelson          | 20 septembre 2014 | 2     | 3:00  | Saitama, Japon                          |                                                                    |
| Victoire | 20-9   | Antônio Rodrigo Nogueira | KO (coup de poing)                  | UFC Fight Night: Nogueira vs. Nelson      | 11 avril 2014     | 1     | 3:37  | Abou Dabi, Émirats Arabes Unis          | Performance de la soirée                                           |
| Défaite  | 19-9   | Daniel Cormier           | Décision unanime                    | UFC 166: Velasquez vs. Dos Santos III     | 19 octobre 2013   | 3     | 5:00  | Houston, Texas, États-Unis              |                                                                    |
| Défaite  | 19-8   | Stipe Miocic             | Décision unanime                    | UFC 161: Evans vs. Henderson              | 15 juin 2013      | 3     | 5:00  | Winnipeg, Manitoba, Canada              |                                                                    |
| Victoire | 19-7   | Cheick Kongo             | KO (coups de poing)                 | UFC 159: Jones vs Sonnen                  | 27 avril 2013     | 1     | 2:03  | Newark, New Jersey, États-Unis          | KO de la soirée                                                    |
| Victoire | 18-7   | Matt Mitrione            | TKO (coups de poing)                | The Ultimate Fighter 16 Finale            | 15 décembre 2012  | 1     | 2:58  | Las Vegas, Nevada, États-Unis           |                                                                    |
| Victoire | 17-7   | Dave Herman              | KO (coup de poing)                  | UFC 146: Dos Santos vs. Mir               | 26 mai 2012       | 1     | 0:51  | Las Vegas, Nevada, États-Unis           | KO de la soirée                                                    |
| Défaite  | 16-7   | Fabricio Werdum          | Décision unanime                    | UFC 143: Diaz vs. Condit                  | 4 février 2012    | 3     | 5:00  | Las Vegas, Nevada, États-Unis           | Combat de la soirée                                                |
| Victoire | 16-6   | Mirko Filipovic          | TKO (coups de poing)                | UFC 137: Penn vs. Diaz                    | 29 octobre 2011   | 3     | 1:30  | Las Vegas, Nevada, États-Unis           |                                                                    |
| Défaite  | 15-6   | Frank Mir                | Décision unanime                    | UFC 130: Rampage vs. Hamill               | 28 mai 2011       | 3     | 5:00  | Las Vegas, Nevada, États-Unis           |                                                                    |
| Défaite  | 15-5   | Junior dos Santos        | Décision unanime                    | UFC 117: Silva vs. Sonnen                 | 7 août 2010       | 3     | 5:00  | Oakland, Californie, États-Unis         | Pour détérminer l'aspirant no 1 au titre des poids lourds de l'UFC |
| Victoire | 15-4   | Stefan Struve            | KO (coups de poing)                 | UFC Fight Night: Florian vs. Gomi         | 31 mars 2010      | 1     | 0:39  | Charlotte, Caroline du Nord, États-Unis | KO de la soirée                                                    |
| Victoire | 14-4   | Brendan Schaub           | KO (coup de poing)                  | The Ultimate Fighter: Heavyweights Finale | 5 décembre 2009   | 1     | 3:45  | Las Vegas, Nevada, États-Unis           | Remporte la saison de 10 The Ultimate Fighter. KO de la soirée     |
| Défaite  | 13-4   | Jeff Monson              | Décision unanime                    | SRP: March Badness                        | 21 mars 2009      | 3     | 5:00  | Pensacola, Floride États-Unis           |                                                                    |
| Défaite  | 13-3   | Andrei Arlovski          | KO (coup de poing)                  | EliteXC: Heat                             | 4 octobre 2008    | 2     | 3:14  | Sunrise, Floride, États-Unis            |                                                                    |
| Victoire | 13-2   | Brad Imes                | TKO (coups de poing)                | IFL: Connecticut                          | 16 mai 2008       | 1     | 2:55  | Uncasville, Connecticut, États-Unis     | Défend le titre des poids lourds de l'IFL.                         |
| Victoire | 12-2   | Fabiano Scherner         | TKO (coups de poing)                | IFL: Las Vegas                            | 29 février 2008   | 1     | 3:20  | Las Vegas, Nevada, États-Unis           | Défend le titre des poids lourds de l'IFL.                         |
| Victoire | 11-2   | Antoine Jaoude           | KO (coup de poing)                  | IFL: World Grand Prix Finals              | 29 décembre 2007  | 2     | 0:22  | Uncasville, Connecticut, États-Unis     | Devient le premier champion poids lourds de l'IFL.                 |
| Victoire | 10-2   | Bryan Vetell             | TKO (coups de poing)                | IFL: World Grand Prix Semifinals          | 3 novembre 2007   | 3     | 1:01  | Chicago, Illinois, États-Unis           |                                                                    |
| Victoire | 9-2    | Shane Ott                | Décision unanime                    | IFL: Las Vegas                            | 16 juin 2007      | 3     | 4:00  | Las Vegas, Nevada, États-Unis           |                                                                    |
| Défaite  | 8-2    | Ben Rothwell             | Décision partagée                   | IFL: Moline                               | 7 avril 2007      | 3     | 4:00  | Moline, Illinois, États-Unis            |                                                                    |
| Victoire | 8-1    | Mario Rinaldi            | TKO (coups de poing)                | BodogFight: Costa Rica Combat             | 17 février 2007   | 1     | 2:38  | Costa Rica                              |                                                                    |
| Victoire | 7-1    | Vince Lucero             | TKO (coups de poing)                | IFL: Oakland                              | 19 janvier 2007   | 1     | 1:55  | Oalkand, Californie, États-Unis         |                                                                    |
| Défaite  | 6-1    | Josh Curran              | Décision unanime                    | BodogFight: Clash of the Nations          | 16 décembre 2006  | 3     | 5:00  | Saint-Pétersbourg, Russie               |                                                                    |
| Victoire | 6-0    | Jerome Smith             | Soumission (étranglement bras-tête) | FightForce: Butte Brawl 2                 | 22 juillet 2006   | 1     | 4:13  | Butte, Montana, États-Unis              |                                                                    |
| Victoire | 5-0    | Jason Godsey             | Soumission (étranglement arrière)   | FightForce: Butte Brawl 1                 | 6 mai 2006        | 1     | 4:42  | Butte, Montana, États-Unis              |                                                                    |
| Victoire | 4-0    | Michael Buchkovich       | Soumission (étranglement arrière)   | World Extreme Fighting 17                 | 1er avril 2006    | 1     | 0:56  | Las Vegas, Nevada, États-Unis           |                                                                    |
| Victoire | 3-0    | Ray Seraille             | Soumission (coups de poing)         | PXC 3: Return of the Enforcer             | 28 août 2004      | 2     | 3:41  | Mangilao, Guam                          |                                                                    |
| Victoire | 2-0    | Jerry Vrbanovic          | Décision partagée                   | Rage on the River                         | 17 avril 2004     | 3     | 3:00  | Redding, Californie, États-Unis         |                                                                    |
| Victoire | 1-0    | Bo Cantrell              | Soumission (hammerlock)             | Rage on the River                         | 17 avril 2004     | 3     | 3:00  | Redding, Californie, États-Unis         |                                                                    |